# Sottunga
Sottunga is een archipel en gelijknamige gemeente die deel uitmaakt van de autonome eilandengroep Åland, gelegen in de Oostzee. De naam van Sottunga, dat ook de naam is van het grootste eiland van deze groep, is waarschijnlijk afgeleid van de woorden sotig en tunga, dat 'vuile taal' betekent, en waarschijnlijk duidt op het dialect dat op deze eilanden wordt gesproken.
Sottunga wordt aan de noordwestzijde begrensd door Vårdö, aan de noordoostzijde door Kumlinge, aan de zuidwestkant door Föglö en in het zuidoosten door Kökar. De gemeente kent enkele eilanden met meerdere huizen waardoor ze dorpjes genoemd zouden kunnen worden: het hoofdeiland dat ook wel Storsottunga (groot Sottunga) wordt genoemd, en de veel kleinere zuidoostelijk gelegen eilanden Finnö, Husö, Hästö en Mosshaga. Daarnaast omvat de archipel honderden onbewoonde scheren en eilanden met slechts één of enkele huisjes of vakantiehuisjes erop, die zich over ongeveer 30 km uitstrekken. Het totale oppervlak van de gemeente is 342 km², waarvan 28,04 km² land; de rest is zee. Ongeveer 10 km² van het land is bos. Het hoogste punt is de 25 meter hoge Kasberget (niet te verwarren met de gelijknamige, 116 meter hoge top in Saltvik).
Sottunga is de kleinste gemeente van Åland en zelfs van heel Finland, met 1.011 inwoners (2022). De bewoners zijn voor 90% Zweedstalig, wat de voertaal is in heel Åland.

## Infrastructuur

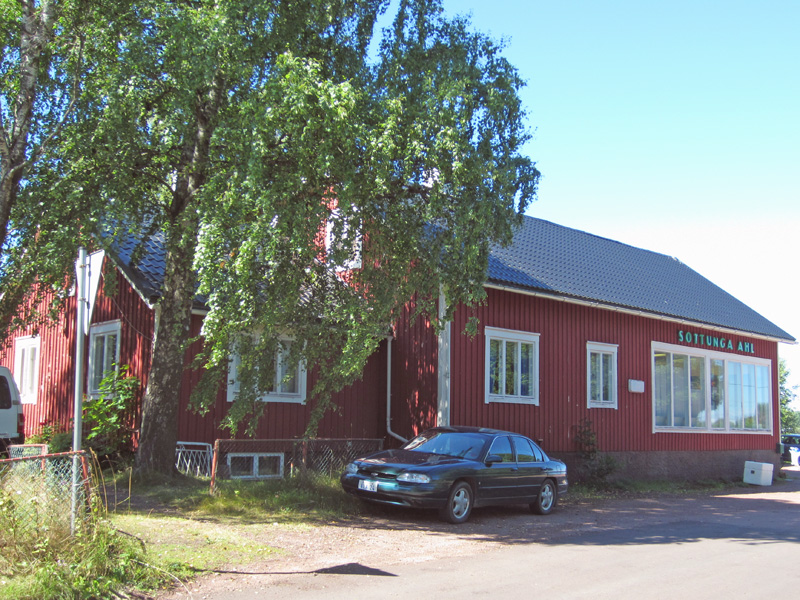
De (enige) winkel van Sottunga

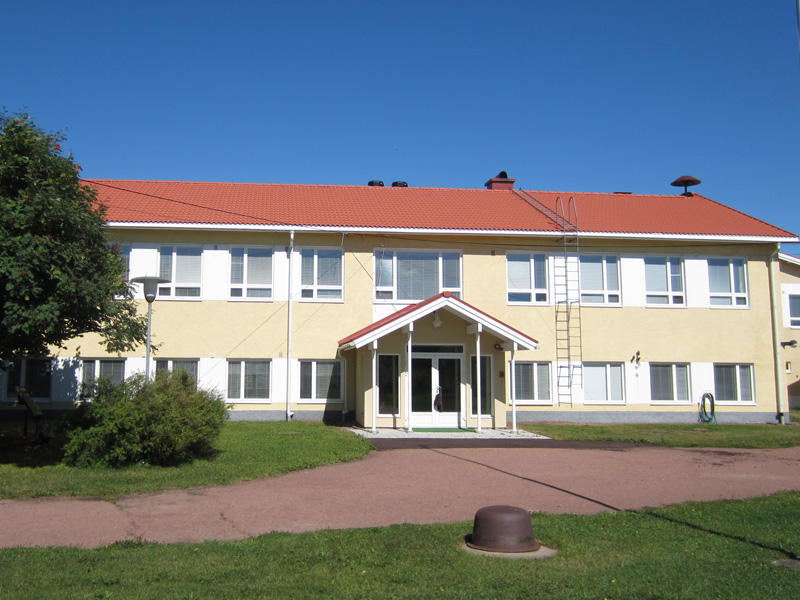
De basisschool van Sottunga

Op het hoofdeiland bevindt zich een bank, een postkantoortje (sinds 1896) annex apotheek, een winkeltje, een kapper, een basisschooltje, een gezondheidscentrum en zelfs een bibliotheek. De bewoners leven voornamelijk van de landbouw (zuivel en suikerbieten). De commerciële visserijindustrie (haringrokerijen) die er eens was, is er niet meer. Sinds 2005 staat er op het eiland een grote windturbine, die van ver als oriëntatiepunt te herkennen is.
Sottunga is per veerboot van Ålandstrafiken bereikbaar vanaf Långnäs op Lumparland en vanaf Galtby op Korpo.
Doordat het hoofdeiland aan een belangrijke veerroute ligt, passeren veel veerboten het eiland, de meesten echter zonder er een tussenstop te maken.

## Geschiedenis
Zoals heel Oost-Åland, kreeg Sottunga zijn eerste permanente bewoners in de 11e eeuw, hoewel er aanwijzingen zijn van veel eerdere tijdelijke bewoning. In de 17e eeuw waren er tien huishoudens op het eiland en ongeveer 70 inwoners. Het grootste aantal inwoners had het eiland rond 1920: ongeveer 400. Daarna was er een geleidelijke daling van het inwoneraantal.
Sottunga heeft vele oorlogen meegemaakt. Allereerst tijdens de Grote Noordse Oorlog in 1714–22 toen alle Ålanders naar Zweden moesten vluchten en vervolgens tijdens de Finse oorlog van 1808-09 toen alle gebouwen op het eiland in brand gestoken zijn om te voorkomen dat ze in vijandige handen zouden vallen. Later, tijdens de Winteroorlog van 1939–40 is het eiland gebombardeerd door de Sovjet-Unie. Bij dat bombardement is in 1940 het vrachtschip S/S Notung tot zinken gebracht, even ten noordoosten van Sottunga. Op het eiland herinneren vele bomkraters nog steeds aan dit bombardement.

### Sottunga-crisis
In 2011 raakte de gemeente in ernstige financiële problemen, zodanig dat men voor financiële bijstand moest aankloppen bij de Ålandse regering en onder toezicht werd geplaatst. De oorzaak lag in toegenomen kosten en drastisch teruggelopen inkomsten, maar ook in het feit dat vier oude bewoners verpleegkundige zorg nodig hadden, wat zwaar drukte op het budget van deze zeer kleine gemeenschap.

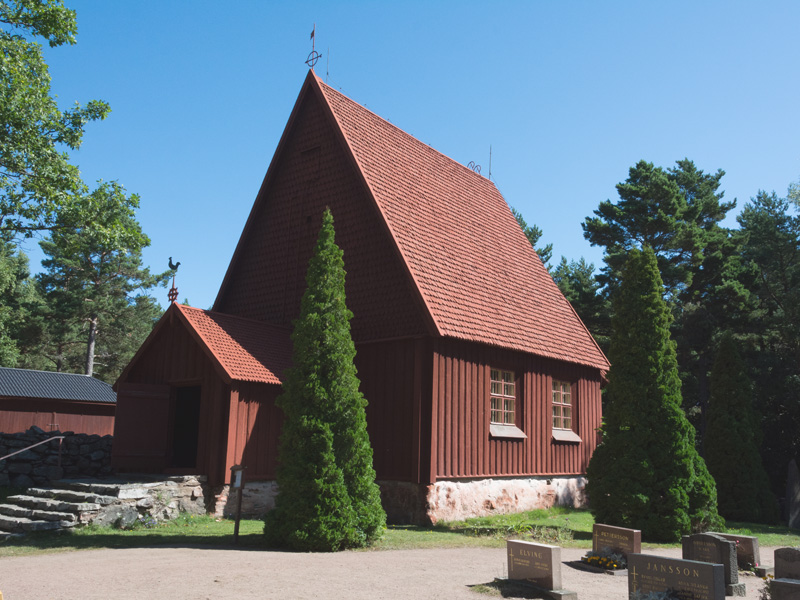
Het kerkje van Sottunga

## Bezienswaardigheden
- In 1544 is er op het eiland een kapel gebouwd. In 1661 werd die vervangen door een kerk. Nadat deze in 1728 door brand werd verwoest is hij herbouwd. De kerk is vermoedelijk gewijd aan Maria Magdalena. Het is de kleinste houten kerk in Finland. De vrijstaande klokkentoren is gebouwd in 1770 en het gebouw is in 1802 en 1974 gerenoveerd.
- Op het iets ten oosten van Finnö gelegen eilandje Södö bevindt zich een oude ijzermijn uit de 19e eeuw, met vier groeven. Tussen 1839 en 1847 werd slechts 1700 ton ijzererts gewonnen, waarna de mijn werd gesloten omdat hij zwaar verliesgevend bleek.